# Castilleja perelegans
Castilleja perelegans är en snyltrotsväxtart som beskrevs av Guy L. Nesom. Castilleja perelegans ingår i släktet målarborstar, och familjen snyltrotsväxter. Inga underarter finns listade i Catalogue of Life.